# Flakbatterie Hohemey
Die schwere Flakbatterie Hohemey war im Zweiten Weltkrieg eine verbunkerte Stellung der Marine-Flak im Westen des Jadebusens.

## Lage und Aufbau

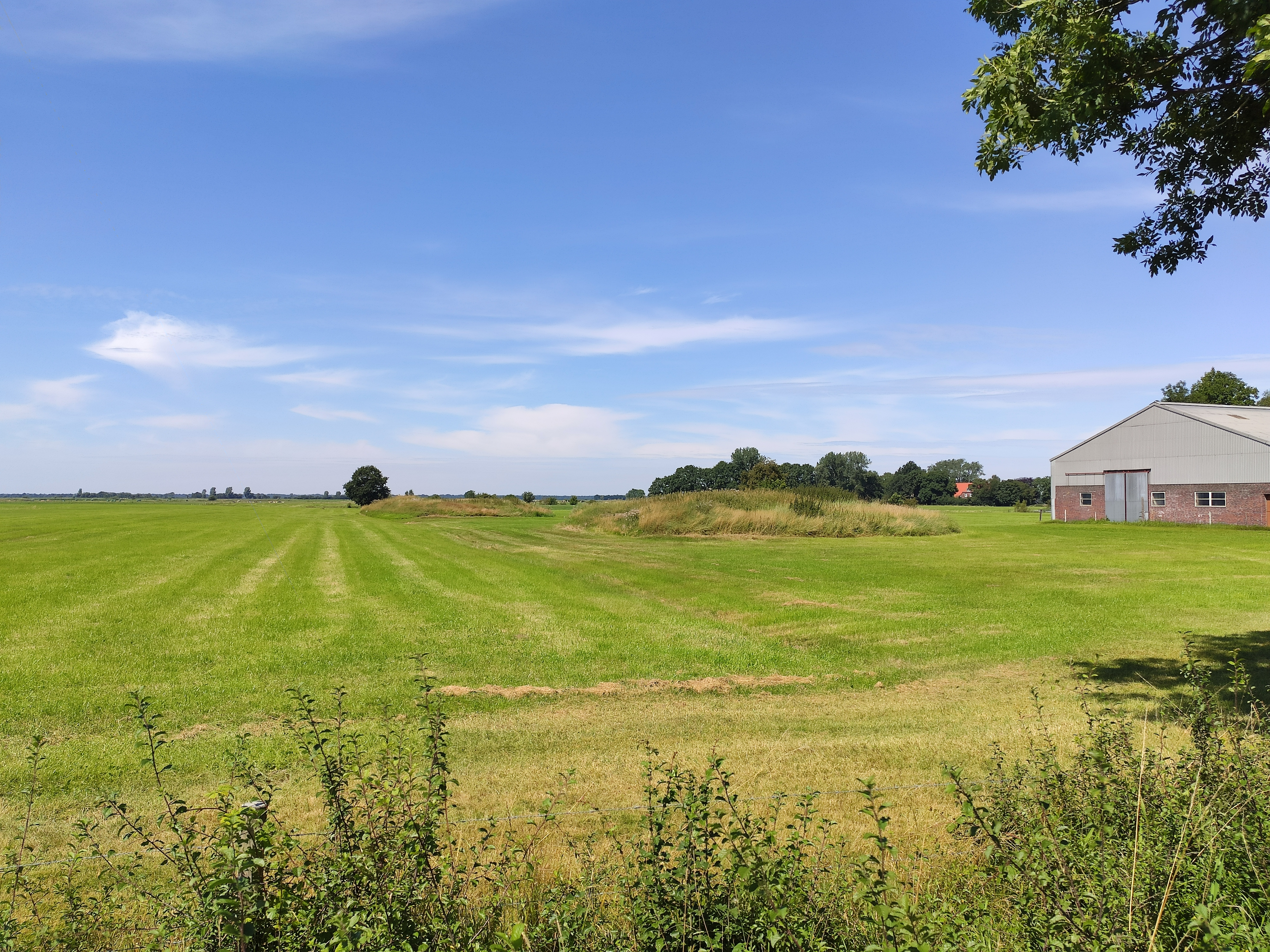
Foto der beiden überwachsenen Schutthaufen der 12,8-cm-Geschützstellungen.

Die Flakbatterie Hohemey befand sich im Fort Hohemey, das im Ersten Weltkrieg errichtet wurde. Die Batterie bestand zunächst aus zwei Geschützhochbunkern und dem Infanteriewerk mit zwei Geschützpositionen, die um einen zentralen verbunkerten Leitstand angeordnet waren. Die 12,8-cm-Batterie wurde außerhalb des Forts im Südwesten angelegt, weiter südwestlich befand sich der Standort des Radars vom Typ Würzburg. Im Norden der Anlage befand sich ein Bunker mit 2-cm-Flak 30 Stand. Südlich im Fort lagen Baracken.

## Organisatorische Eingliederung

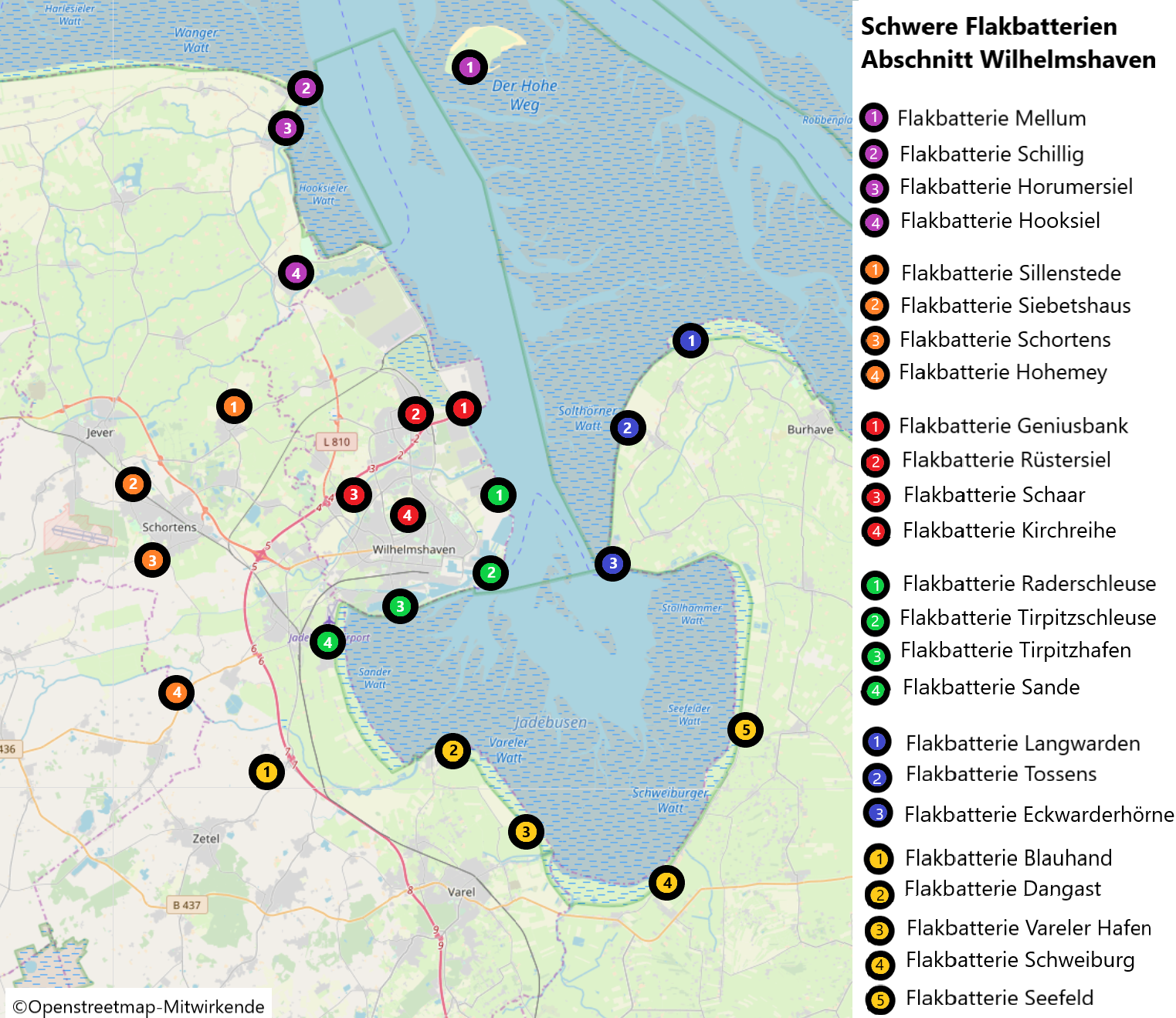
Position der Flakbatterien im Abschnitt Wilhelmshaven

Für die Küstenverteidigung war der Küstenbefehlshaber Deutsche Bucht verantwortlich. Die Batterie gehörte als Teil der II. Marineflakbrigade zum Abschnitt Wilhelmshaven. Die Flakbatterie gehörte zur Marineflakabteilung 252, deren Flakuntergruppenkommando West in Heidmühle lag.

## Geschichte

### 8,8-cm
Bereits vor Ausbruch des Zweiten Weltkrieges war im Fort Hohemey eine Flakbatterie vorhanden. Diese wurde nach Kriegsausbruch modifiziert und am 24. Oktober 1939 mit drei 8,8-cm-Flakgeschützen in Betrieb genommen. Im März 1940 begannen die Arbeiten zum Umbau des Forts in eine verbunkerte schwere Flakbatterie. Zu diesem Zweck wurden das Infanteriewerk und der Munitionsbunker des Forts umgerüstet. Zur Tarnung erhielt das Infanteriewerk des Forts ein mit Dachpfannen gedecktes Spitzdach. Die Bunker wurden verklinkert und zur Tarnung mit Fensterattrappen ausgestattet. Die 8,8-cm-Geschütze wurden mit Netzen in Form eines Walmdaches getarnt. Im Frühjahr 1941 waren der Aufbau der Geschützbettungen und des Leitstandes sowie die Einrichtung von vier 8,8-cm-Flakgeschützen vollendet. Am 13. Juni 1941 erhielt die Batterie ein Radar vom Typ FuMG 62 Würzburg. Hohemey war Ausbildungsstätte für Marineartilleristen.

#### Abschuss
Am Morgen des 12. August 1940 traf die Batterie einen englischen Bomber vom Typ Armstrong Whitworth Whitley schwer. Der Pilot ließ sich aufgrund seiner aussichtslosen Lage von den Deutschen Jagdflugzeugen zum Flugplatz Jever lotsen. Fünf Besatzungsmitglieder wurden gefangen genommen, zwei davon wurden ins Marinelazarett Wilhelmshaven gebracht.

### 10,5-cm – Erster Ausbau
Im November 1942 tauschte eine Montagekolonne die 8,8-cm-Geschütze der Batterie mit 10,5-cm-Geschützen aus. Die Arbeiten waren am 11. November abgeschlossen, die Deckenschilde wurden am 29. November 1942 nachgerüstet.

### 12,8-cm – Zweiter Ausbau
Im November 1943 begannen die Vorbereitungen für einen Umbau der Batterie auf 12,8-cm-Geschütze. Hohemey war die letzte der vier im Abschnitt Wilhelmshaven umgerüsteten Batterien. Aufgrund der Größte der neuen Geschütze mussten neue Geschützbettungen errichtet werden. Wegen der winterlichen Witterung konnte die Umrüstung erst Anfang März 1944 fertiggestellt werden. Gefechtsklar war die Batterie am 30. März. Das Personal der Batterie Hohemey war im Januar/Februar 1944 zum großen Teil zur Flakbatterie Raederschleuse abkommandiert werden. Ab 29. Januar übernahm Oblt. M.A. Dr. Großklaus mit seinem Personal von der Flakbatterie Siebetshaus die Batterie Hohemey.

### Nachkriegszeit
Die Geschützbunker wurden im Sommer 1945 von der Besatzungsmacht gesprengt. Auf dem Gelände befindet sich heute ein Bauernhof. Zwei gesprengte Geschützbettungen, die mit Erde überschüttet wurden, sind heute gut zu erkennen.